# Pireneje Wschodnie (pasmo górskie)

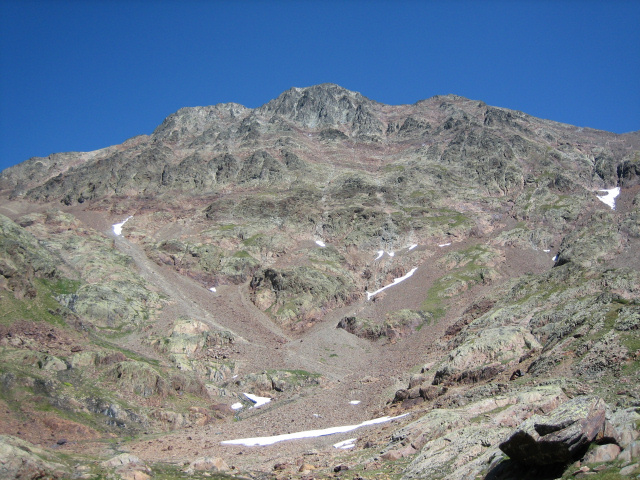
Pica d’Estats

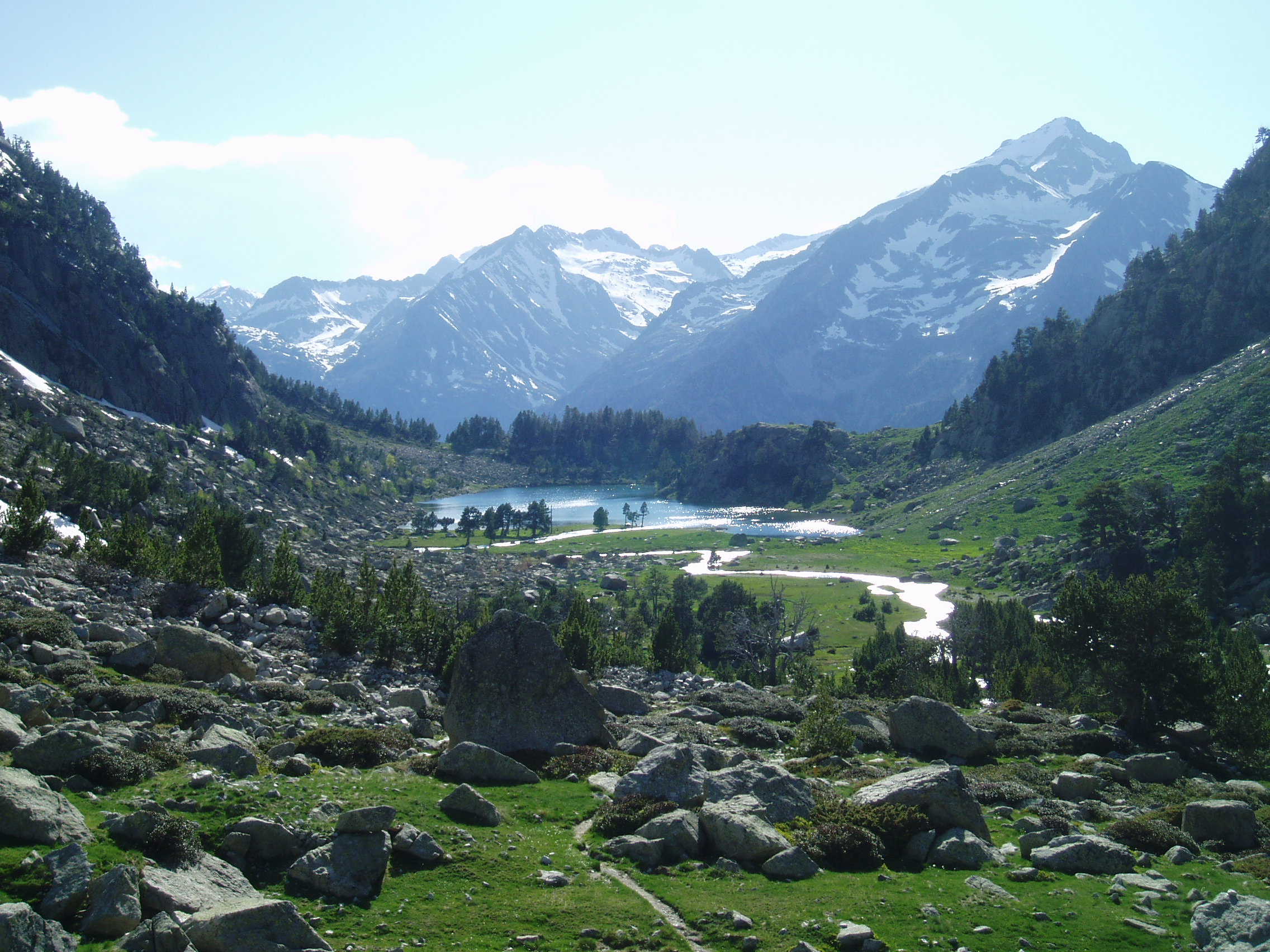
Dolina Besberri

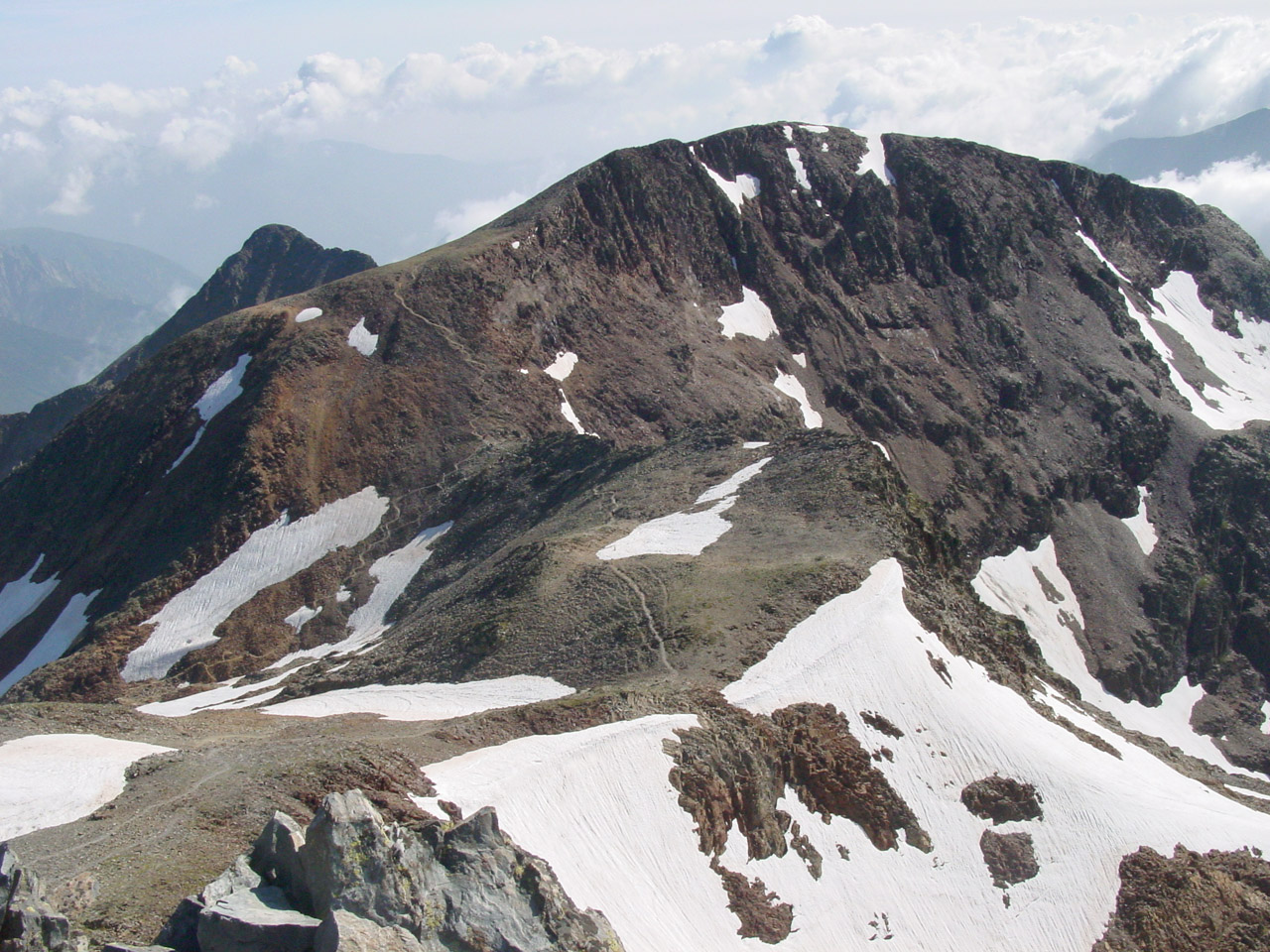
Pic de Montcalm

Pireneje Wschodnie  (fr. Pyrénées orientales, hiszp. Pirineos Orientales, kat. Pirineus Orientals, aranés Pirenèus Orientals) - pasmo górskie, część Pirenejów. Leży na granicy między Hiszpanią a Francją. Z wyjątkiem przełomu na wschodnim krańcu Pyrénées Ariégeoises, średnia wysokość pasma utrzymuje się na jednolitym poziomie, aż do nagłego spadku następującego w części łańcucha znanej jako Albères. Najwyższym szczytem jest Pica d’Estats, który osiąga 3140 m.
Wschodni kraniec pasma Pirenejów Wschodnich, który styka się z Morzem Śródziemnym w części francuskiej to wybrzeże Côte Vermeille.

## Najwyższe szczyty
- Pica d’Estats (3140 m n.p.m.)
- Pic de Montcalm (3080 m n.p.m.)
- Pic du port de Sullo (3072 m n.p.m.)
- Comaloforno (3033 m n.p.m.)
- Punta Alta (3014 m n.p.m.)
- Mulleres (3010 m n.p.m.)
- Coma Pedrosa (2948 m n.p.m.)
- Colomers (2930 m n.p.m.)
- Pic de Carlit (2921 m n.p.m.)
- Puig Pedrós (2914 m n.p.m.)
- Pic de Serrère (2911 m n.p.m.)
- Puigmal (2909 m n.p.m.)
- Montsent (2881 m n.p.m.)
- Mont Valier (2859 m n.p.m.)
- Montardo (2833 m n.p.m.)
- Canigó (2785 m n.p.m.)
- Montmalús (2781 m n.p.m.)
- Tossa d’Alp (2537 m n.p.m.)
- Pedraforca (2506 m n.p.m.)
- Costabona (2464 m n.p.m.)
- Pic de Soularac (2368 m n.p.m.)
- Pic de Saint-Barthélemy (2347 m n.p.m.)
- Dent d’Orlu (2222 m n.p.m.)
- Roc de France (1449 m n.p.m.)
- Pic du Néoulous (1256 m n.p.m.)
- Pech de Bugarach (1230 m n.p.m.)